# CCD (grupo)
O CCD foi uma associação de ex-participantes de olimpíadas de astronomia que trabalhava em projetos de ensino e divulgação de astronomia, junto à Olimpíada Brasileira de Astronomia e Astronáutica e as olimpíadas internacionais correspondentes que o Brasil participa (IOAA, IAO e OLAA).
O grupo foi oficialmente desligado em maio de 2013, por "graves problemas" junto ao coordenador da OBA e à diretoria da Sociedade Astronômica Brasileira.

## Histórico
O grupo foi fundado em 2004, a partir de alguns dos estudantes que participaram da IAO de 2002 e 2003, que queriam preservar e fazer crescer o espírito olímpico astronômico. O nome do grupo foi oficialmente adotado em 2008; na ocasião, a sigla CCD significava Comitê Científico e Didático. Posteriormente, o significado foi mudado para Corpo de Criação e Desenvolvimento, nome também abandonado. O grupo então assumiu CCD como o seu nome oficial, sem uma versão extensa.

## Atividades
O CCD realiza diversas atividades de ensino e divulgação de astronomia. Dentre elas, as principais envolvem cursos, seleção internacional e produção de material didático.

### Cursos e Escolas
Desde 2006, o CCD realiza anualmente a Escola de Astronomia da OBA, evento que reúne os cerca de cem alunos com melhor desempenho no Nível 4 da olimpíada (ensino médio). Inspirada na Semana Olímpica da OBM, possui com um enfoque mais holístico, usando a astronomia como um ponto integrador de matemática, física, filosofia e outros conhecimentos.
O CCD realizou as seguintes edições da Escola:
- VI Escola de Astronomia (2006) - Atibaia, SP
- VII Escola de Astronomia (2007) - Passa Quatro, MG
- VIII Escola de Astronomia (2008) - Passa Quatro, MG
- IX Escola de Astronomia (2009) - Saquarema, RJ
- X Escola de Astronomia (2010) - Águas de Lindóia, SP[6][7]

Em 2010, foi realizado o I Curso Regional do CCD, para os estudantes com melhor desempenho no estado do Rio de Janeiro.

### Seleção Internacional
Desde 2006, o CCD trabalha na seleção e treinamento das equipes brasileiras nas olimpíadas internacionais de astronomia que o Brasil participa, o que incluiu os seguintes times:
- Olimpíada Internacional de Astronomia (IAO): 2006, 2007 e 2008
- Olimpíada Internacional de Astronomia e Astrofísica (IOAA): 2007 em diante
- Olimpíada Latinoamericana de Astronomia e Astronáutica (OLAA): 2009 em diante

Além disso, o CCD trabalhou como uma das instituições parceiras na organização da 6a IOAA, realizada no Rio de Janeiro em Agosto de 2012

### Material Didático
O principal material produzido pelo grupo é o Curso de Astronomia Geral, um conjunto de cinco volumes que cobrem os principais temas astronômicos e servem como referência para a seleção das equipes internacionais.
A última edição do material, codinome Iota, ainda está disponível no blog do grupo.